# 今村雅弘
今村 雅弘（いまむら まさひろ、1947年〈昭和22年〉1月5日 ‐ ）は、日本の政治家。カンボジア首相顧問。
衆議院議員（9期）、国土交通大臣政務官（第2次森改造内閣）、外務大臣政務官（第1次小泉内閣）、農林水産副大臣（第1次安倍改造内閣・福田康夫内閣）、衆議院決算行政監視委員長、衆議院国土交通委員長、復興大臣（第6代）等を務めた。

## 来歴

### 生い立ち
佐賀県鹿島市生まれ。佐賀県立鹿島高等学校、東京大学法学部第2類（公法コース）卒業。1970年、日本国有鉄道に入社した。国鉄では主に人事・労務関係の部署に所属し、民営化後の九州旅客鉄道では経営管理室長や関連事業本部企画部長を務めた。

### 政治家として

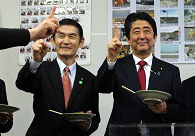
2017年4月8日、
まち・なみ・まるしぇにて
内閣総理大臣安倍晋三（右）と

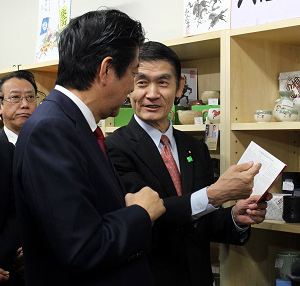
2017年4月8日、
まち・なみ・まるしぇにて
内閣総理大臣安倍晋三（手前）
復興副大臣長沢広明（奥左）と

1996年、第41回衆議院議員総選挙に自由民主党公認で佐賀2区より立候補し、新進党新人の横尾俊彦らを破り初当選した。2001年に中央省庁再編後の第2次森改造内閣で国土交通大臣政務官に、2002年に第1次小泉内閣で外務大臣政務官にそれぞれ任命された。
2005年7月、郵政民営化法案の衆議院本会議における採決で造反し、反対票を投じる。そのため、同年9月の第44回衆議院議員総選挙では自民党の公認を得られず無所属で立候補。佐賀2区で民主党新人の大串博志らを破り、4選。2006年12月に、郵政民営化に賛成する趣旨の誓約書及び復党届を自民党に提出。党紀委員会で今村ら郵政造反組11議員の復党が認められ、自民党に復党した。2007年、自民党佐賀県連会長に就任した。同年8月、第1次安倍改造内閣で農林水産副大臣に任命され、福田康夫内閣まで務める。
2009年の第45回衆議院議員総選挙では、佐賀2区で民主党の大串博志に敗れたが、重複立候補していた比例九州ブロックで復活し、5選。選挙後、衆議院決算行政監視委員長に就任。2012年の第46回衆議院議員総選挙では、佐賀2区で前回敗れた大串を破り、6選（大串も比例復活）。
2014年の第47回衆議院議員総選挙に際しては、一票の格差是正のための区割変更による佐賀2区・佐賀3区の合区に伴い、当初は新しい区割りとなる佐賀2区からの立候補を模索していたが、10月に比例名簿での上位優遇を条件に、比例九州ブロックへの転出を受け入れた。しかし、比例名簿単独31位に登載され、「上位優遇」は事実上反故にされた。これは、古川康の辞職に伴う佐賀県知事選挙に関し、党本部の意向に反して動いていたことに対する影響とみられている。（今村及び自民党佐賀県連は佐々木豊成・内閣官房TPP政府対策本部国内調整総括官の擁立を目指していた）。なお選挙では自民党大勝の波に乗り、比例九州ブロックで自民党が獲得した8議席のうち、最後の1議席を獲得し、7選。
2015年の佐賀県知事選挙では、自民党の推薦を受け、武雄市長を辞職して立候補した樋渡啓祐を党本部の決定に反して支持せず、元総務官僚の山口祥義を支援し、山口が樋渡を約4万票差で破って初当選した。
2015年11月19日、二階派に入会。郵政造反からの復党以来の無派閥での活動に終止符を打つ。
2016年8月3日、第3次安倍第2次改造内閣で、復興大臣として初入閣した。
2017年4月25日、所属する二階派のパーティーで講演した際、東日本大震災の被害に関し「まだ東北で、あっちの方だったから良かった。」と発言したことが引き金となり、翌26日付で大臣を辞任した（後任は吉野正芳。後述）。同年の第48回衆議院議員総選挙では自民党の比例九州ブロック単独候補3位で出馬し、8選。
2021年の第49回衆議院議員総選挙では自民党の比例九州ブロック単独候補1位で出馬し、9選。
2024年10月の第50回衆議院議員総選挙では、党佐賀県連が今村を比例上位に処遇するよう申請したが、自民党の比例九州ブロックの名簿に登載されず、不出馬となった。今村は公示日となる15日に「力強いご支援を賜りましたが残念な結果となりました。心残りはありますが、多くの方に心から深く感謝御礼を申し上げます」とのコメントを出した。11月18日に政界引退の意向を表明した。
2025年6月17日、長年にわたる日本・カンボジア間の友好関係促進に貢献したとしてカンボジア王国友好勲章シュヴァリエが授与され、フン・マネット首相の顧問に就任した。

## 発言

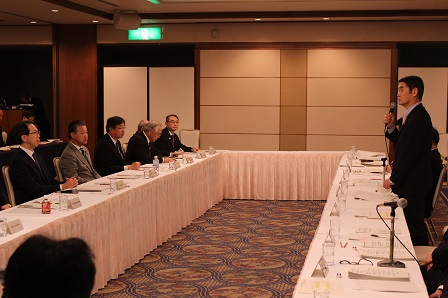
2017年1月28日、
原子力災害からの
福島復興再生協議会にて挨拶

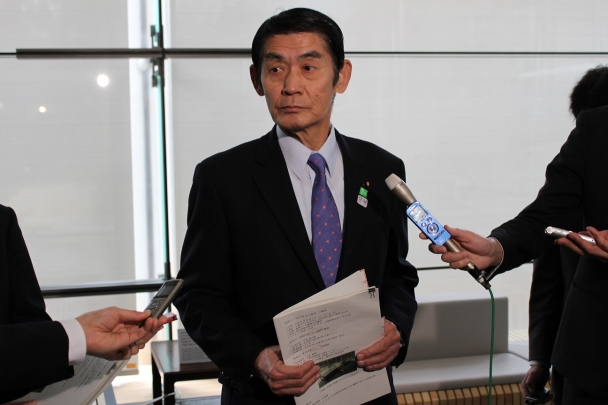
2017年3月7日、
内閣総理大臣官邸での
記者会見にて

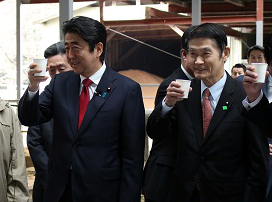
2017年4月8日、
蛭田牧場にて
内閣総理大臣安倍晋三（左）と

「福島の復興はマラソンにたとえると30キロ地点」
2017年1月28日、福島市で行われた「原子力災害からの福島復興再生協議会」で、報道陣に公開された冒頭挨拶で「福島の復興はマラソンにたとえると30キロ地点。ここが勝負どころだ」と発言したが、会議終了後に内堀雅雄福島県知事から「避難指示区域ではまだスタートラインに立っていない地域もある。解除された地域も復興の序の口だ」と、認識相違の大きさを指摘された。
「本人の責任でしょう」
「裁判だ何だでもそこのところはやればいいじゃない」
「二度と来ないでください」
2017年4月4日午前の閣議後の記者会見で、原発事故での自主避難者への住宅の無償提供が打ち切られたことについて、あるフリージャーナリストから、国の責任を問う質問が出た際、今村は当初は冷静に県民に寄り添う福島県を引き続きサポートするとの国の立場を説明するも、同記者からは大臣自身の不見識からくる責任逃れであると追及。さらに同様の質問が10回以上繰り返された上に発言自体が無責任であると批判されたことに対し、「なんで無責任だって言うんだよ。撤回しなさい。」として発言の撤回を求めた。撤回に応じない同記者に対し、「二度と来ないでください、あなたは」と語気を荒らげた。「避難者を困らせているのはあなたです」と記者から投げかけられた今村は、「うるさい」と言い残し、一方的に会見を中止して退室した。また、自主的に避難した者の避難行動は「自己責任」であるとの見解を示した。その後「感情的になってしまいました。改めてお詫び申し上げます。今後は冷静・適切に対処していきたい。」と謝罪し今後も大臣を続投する旨表明した。また、自己責任の見解についても衆議院東日本大震災復興特別委員会の場で陳謝した。
「まだ東北で、あっちの方だったから良かった」
2017年4月25日、所属する二階派のパーティーで講演し、東日本大震災の被害に関し「まだ東北で、あっちの方だったから良かった。首都圏に近かったりすると、莫大（ばくだい）な、甚大な額になった」と述べた。同パーティーに出席していた安倍晋三首相は、今村の発言に対して「東北の方々を傷つける極めて不適切な発言だ。首相としておわびをさせていただきたい」と謝罪。
今村は講演後に記者から発言の真意を問われ、「先ほどの講演の中で私の大変不適切な発言、表現といったものにつきまして、深く反省し、皆様方におわびを申し上げます。申し訳ありませんでした」と陳謝。一時は大臣の辞任については否定していたが、その日のうちに辞意を固め、翌26日午前に辞表を提出し大臣を辞任。不適切発言の責任を取る形での事実上の更迭となった。
なお、安倍はパーティーに向かう前にこの情報を受け、今村の更迭を即決。菅義偉官房長官も同意したという。その後、パーティーに出席した安倍は、挨拶の冒頭で前述の謝罪に至った。

## 政策・主張

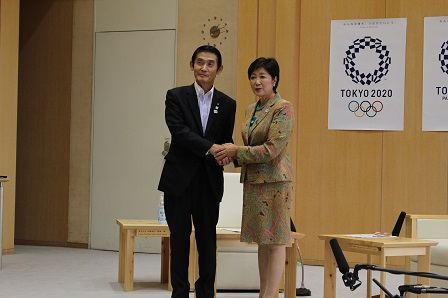
2016年8月31日、
東京都庁舎にて
東京都知事小池百合子（右）と

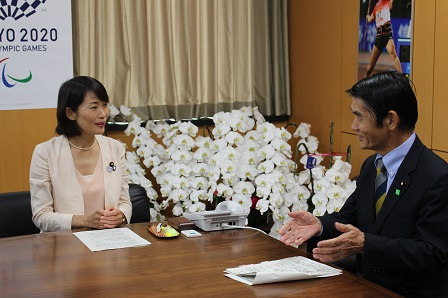
2016年8月31日、
中央合同庁舎第8号館にて
東京オリンピック競技大会・東京パラリンピック競技大会担当大臣大塚珠代（左）と

- 日本国憲法の改正、集団的自衛権の行使を禁じた内閣法制局の憲法解釈の見直しに賛成[28]。
- 日本の核武装について「今後の国際情勢によっては検討すべき」としている[28]。
- 原子力規制委員会の新基準を満たした原子力発電所の再稼働に賛成、2030年代の原発稼働ゼロを目指す政府目標について反対[28]。
- 女性宮家の創設に反対[28]。
- 日本の環太平洋戦略的経済連携協定（TPP）参加に反対[28]。
- 政党への企業・団体献金の全面的禁止に反対[28]。
- 選択的夫婦別姓制度の導入に反対[29][30]。
- 健康増進法を努力規定ではなく義務規定として、受動喫煙防止を徹底することに反対。その理由として「個人の嗜好まで規制するのは人権尊重、自由の保障からしてやりすぎ」と回答している[31]。

## 不祥事

### 年金未納
- 政治家の年金未納問題が注目された際、1年1ヶ月間の年金の未納が発覚している[32]。

### 国会サボり行為
- 2020年6月10日の科学技術・イノベーション推進特別委員会において、審議とは関係のない「家訓集」を熟読していた[33][34]。

## 人物

### 統一教会との関係
- 世界平和統一家庭連合（旧統一教会）の関連団体である「日韓トンネル研究会」の顧問を2022年8月まで勤め、少なくとも2回会合に出席して挨拶をしていた[35]。自民党は2022年9月に所属する国会議員と旧統一教会との接点についての調査を公表したが、今村はこの調査に申告しておらず、報道機関の指摘で関係が明らかになった[36]。
- 2022年7月から8月にかけて、共同通信社は、全国会議員712人を対象に、統一教会との関わりを尋ねるアンケートを実施。8月31日に各議員の回答の全文を公表した。岸田文雄首相は8月8日の自民党臨時役員会で、統一教会をめぐり「政治家の責任で関係をそれぞれ点検し、適正に見直してもらいたい」と述べ、党所属国会議員全員に通達するよう指示[37]しながらも、自身はアンケートに答えることを拒否した[注 1]。今村もアンケートに答えることを拒否した[42][43]。

### その他
- 2014年の第186回国会において、大臣、副大臣、政務官、補佐官、議長、副議長、委員長のいずれの要職にもついていなかったのみならず、質問、議員立法、質問主意書提出のいずれもなかったことが指摘された[44][45]。
- 2017年2月28日の参議院予算委員会にて、TVアニメ『新世紀エヴァンゲリオン』のキャラクターを意匠したネクタイを着用していたことが明らかとなった。この理由について、今村は『エヴァ』の版権をかつて所有していたガイナックス[46][47]が2014年11月に設立した新会社「株式会社福島ガイナックス」[48][49][50]から2017年1月28日に届いたもので、「福島の企業を応援するために」使い続けているという[51]。同年4月4日の記者会見でフリージャーナリストに対し語気を荒らげた際と、同月25日のパーティーでの講演時、翌26日の辞任会見の際にも着用していた。

## 政治資金
- 今村の資金管理団体である鉄輪21・政策研究会が、2007年4月に東京都内で開催した政治資金パーティーで販売したパーティー券約2460万円分のうち50万円分を、佐賀県発注の港湾整備工事（浚渫工事）の指名競争入札に絡む談合事件で元幹部2人の有罪判決が確定していた佐賀市の建設会社が購入しており[52]、今村事務所は「談合事件は知っていたがパーティー券購入については気づかなかった」と釈明した上で、今村自身も「道義的に控えるべきだった」として同年11月10日、建設会社に代金を返還した[52]。
- 鉄輪21・政策研究会の2006年～2007年分の政治資金収支報告書において、新宿区歌舞伎町のキャバクラ等での飲食代計3件約17万4000円が「組織活動費」の名目で計上されていた。2006年にものまねショーがあるライブハウスに約5万1000円、2007年にキャバクラ等の2件に計約12万3000円を支払われており、2006年～2008年分の政治資金収支報告書では、手品が披露されるバーでの飲食費計7件約63万7000円を同様に「組織活動費」の名目で計上していた[53]。また2009年分の政治資金収支報告書でも、キャバクラでの遊興費約5万2千円を「政治活動費」の名目で計上していた[54][55]。今村の政策担当秘書によれば今村本人は同席しておらず、また指摘を受けた出費については返金に応じる方針を表明した[56]。
- 朝日新聞の報道によれば、今村自身が代表を務める政党支部を経由させ、150万円を自身の資金管理団体に寄付し、税法上の優遇を受けていた[57]。

## 所属団体・議員連盟
- 自民党たばこ議員連盟[58]
- ボーイスカウト振興国会議員連盟
- 日本会議国会議員懇談会[59]
- 神道政治連盟国会議員懇談会[59]
- みんなで靖国神社に参拝する国会議員の会[59]
- 創生「日本」[59]
- 日本の前途と歴史教育を考える議員の会
- 平和を願い真の国益を考え靖国神社参拝を支持する若手国会議員の会
- TPP交渉における国益を守り抜く会
- 特定非営利活動法人 日本・ロシア協会（監事）
- 日本クルド友好議員連盟（副会長）[60]
- オスプレイ誘致推進佐賀県民会議（顧問）[61]

## 選挙歴
| 当落 | 選挙                   | 執行日         | 年齢 | 選挙区           | 政党       | 得票数     | 得票率 | 定数 | 得票順位 /候補者数 | 政党内比例順位 /政党当選者数 |
| ---- | ---------------------- | -------------- | ---- | ---------------- | ---------- | ---------- | ------ | ---- | ------------------ | ---------------------------- |
| 当   | 第41回衆議院議員総選挙 | 1996年10月20日 | 49   | 佐賀2区          | 自由民主党 | 7万5072票  | 55.83% | 1    | 1/4                | /                            |
| 当   | 第42回衆議院議員総選挙 | 2000年06月25日 | 53   | 佐賀2区          | 自由民主党 | 8万7240票  | 61.96% | 1    | 1/5                | /                            |
| 当   | 第43回衆議院議員総選挙 | 2003年11月09日 | 56   | 佐賀2区          | 自由民主党 | 10万7522票 | 82.44% | 1    | 1/2                | /                            |
| 当   | 第44回衆議院議員総選挙 | 2005年09月11日 | 58   | 佐賀2区          | 無所属     | 6万6995票  | 42.07% | 1    | 1/4                | /                            |
| 比当 | 第45回衆議院議員総選挙 | 2009年08月30日 | 62   | 佐賀2区          | 自由民主党 | 7万9243票  | 47.32% | 1    | 2/3                | 7/7                          |
| 当   | 第46回衆議院議員総選挙 | 2012年12月16日 | 65   | 佐賀2区          | 自由民主党 | 7万767票   | 50.70% | 1    | 1/3                | /                            |
| 当   | 第47回衆議院議員総選挙 | 2014年12月14日 | 67   | 比例九州ブロック | 自由民主党 | ーー票     | ーー   | 22   | /                  | 8/8                          |
| 当   | 第48回衆議院議員総選挙 | 2017年10月22日 | 70   | 比例九州ブロック | 自由民主党 | ーー票     | ーー   | 21   | /                  | 3/7                          |
| 当   | 第49回衆議院議員総選挙 | 2021年10月31日 | 74   | 比例九州ブロック | 自由民主党 | ーー票     | ーー   | 21   | /                  | 1/8                          |

## 栄典
- カンボジア: カンボジア王国友好勲章シュヴァリエ- （2025年6月17日）